# Elías Tolentino
Elías B. Tolentino (Makati, 5 novembre 1942 – 19 novembre 2017) è stato un cestista filippino.

## Carriera
Con le Filippine ha disputato i Giochi olimpici di Città del Messico 1968.